# Насіннєва бомба
Насіннєва бомба — кулька, що складається з суміші землі й глини з насінням всередині, або суміш кефіру зі спорами моху.
Такі «бомби» непомітно кидають у ґрунт, йдучи пішки чи проїжджаючи на велосипеді. Сумішшю кефіру зі спорами моху оббризкуються сірі бетонні стовпи або непривітні стіни.

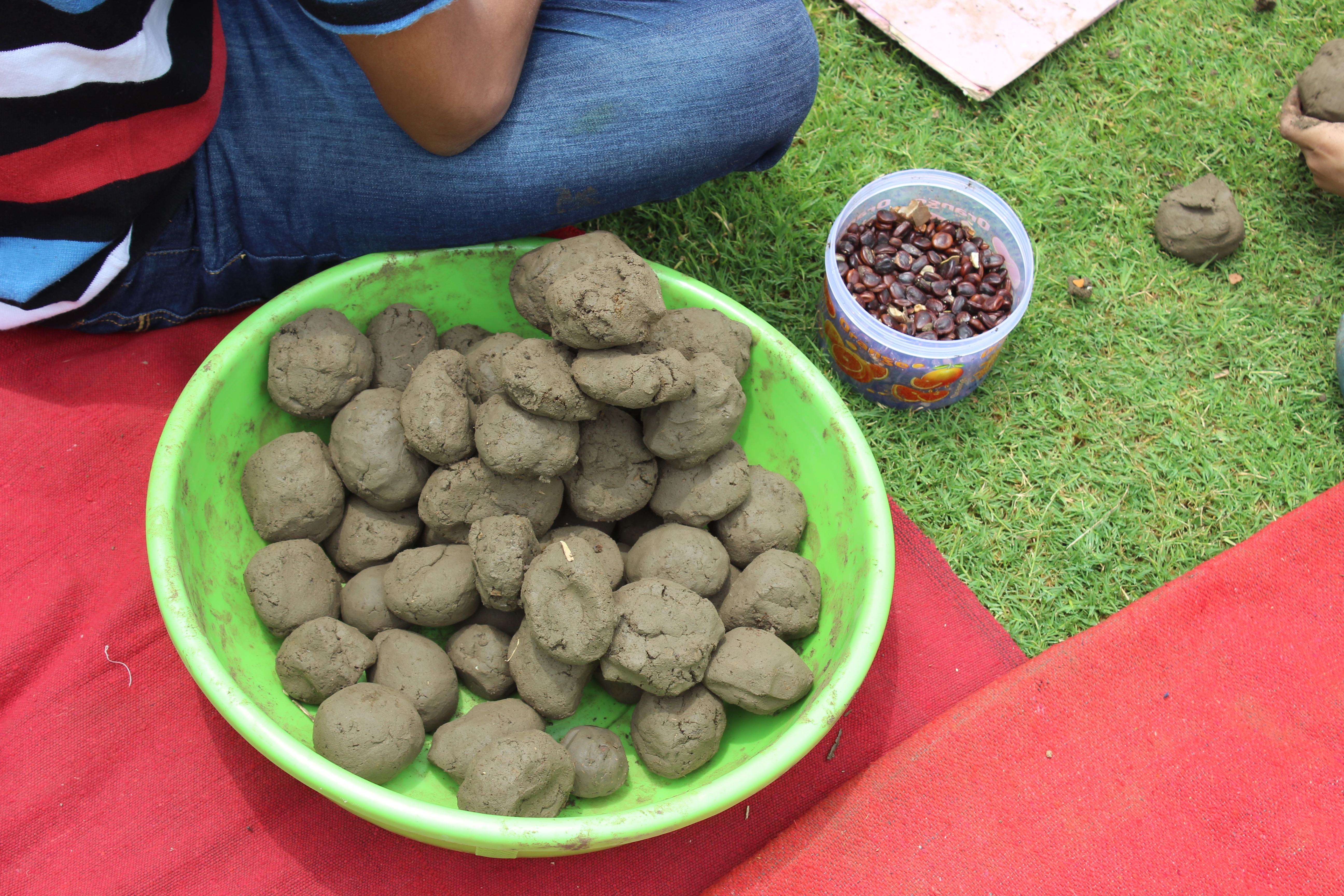
Процес приготування насіннєвої бомби

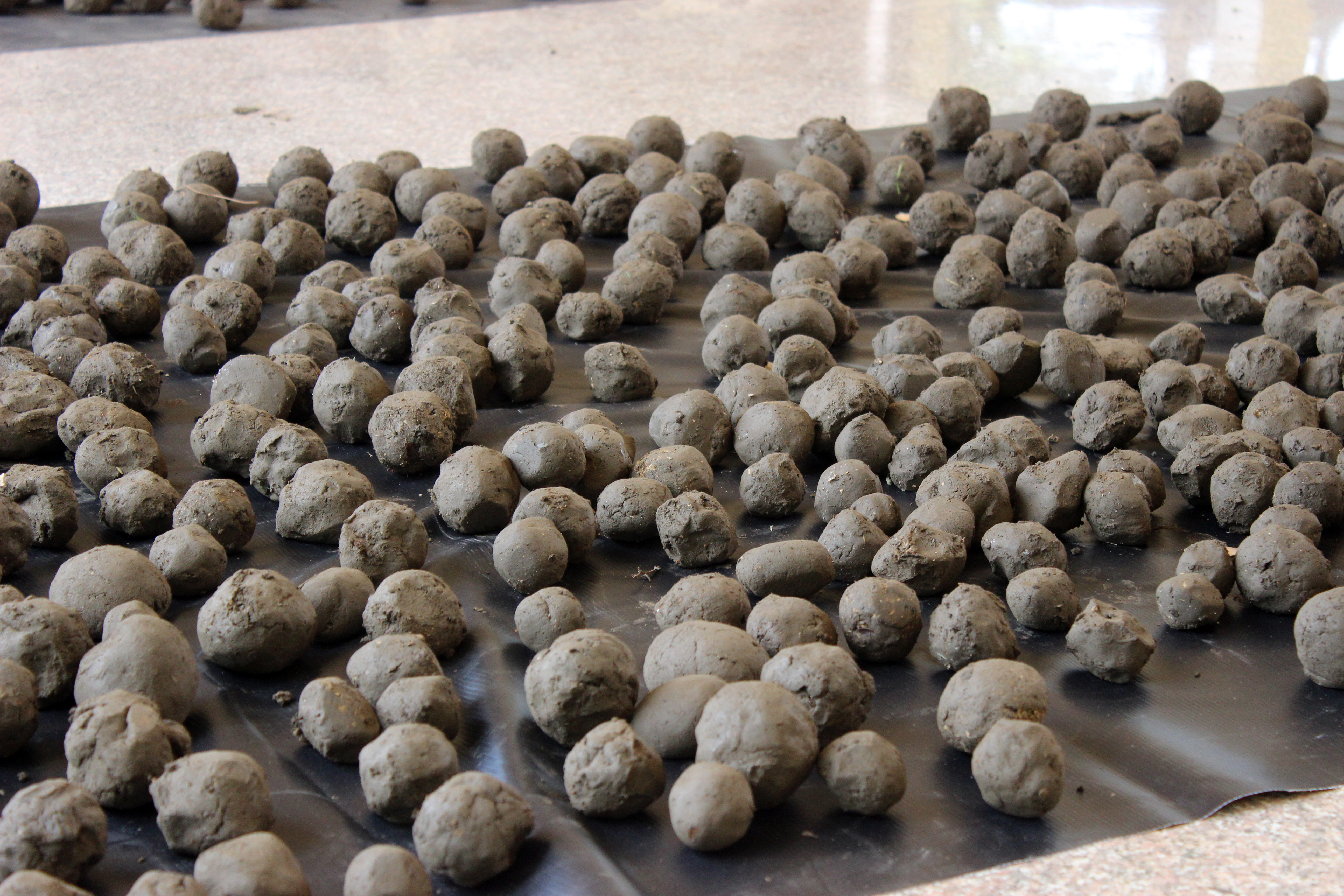
Насіннєва бомба

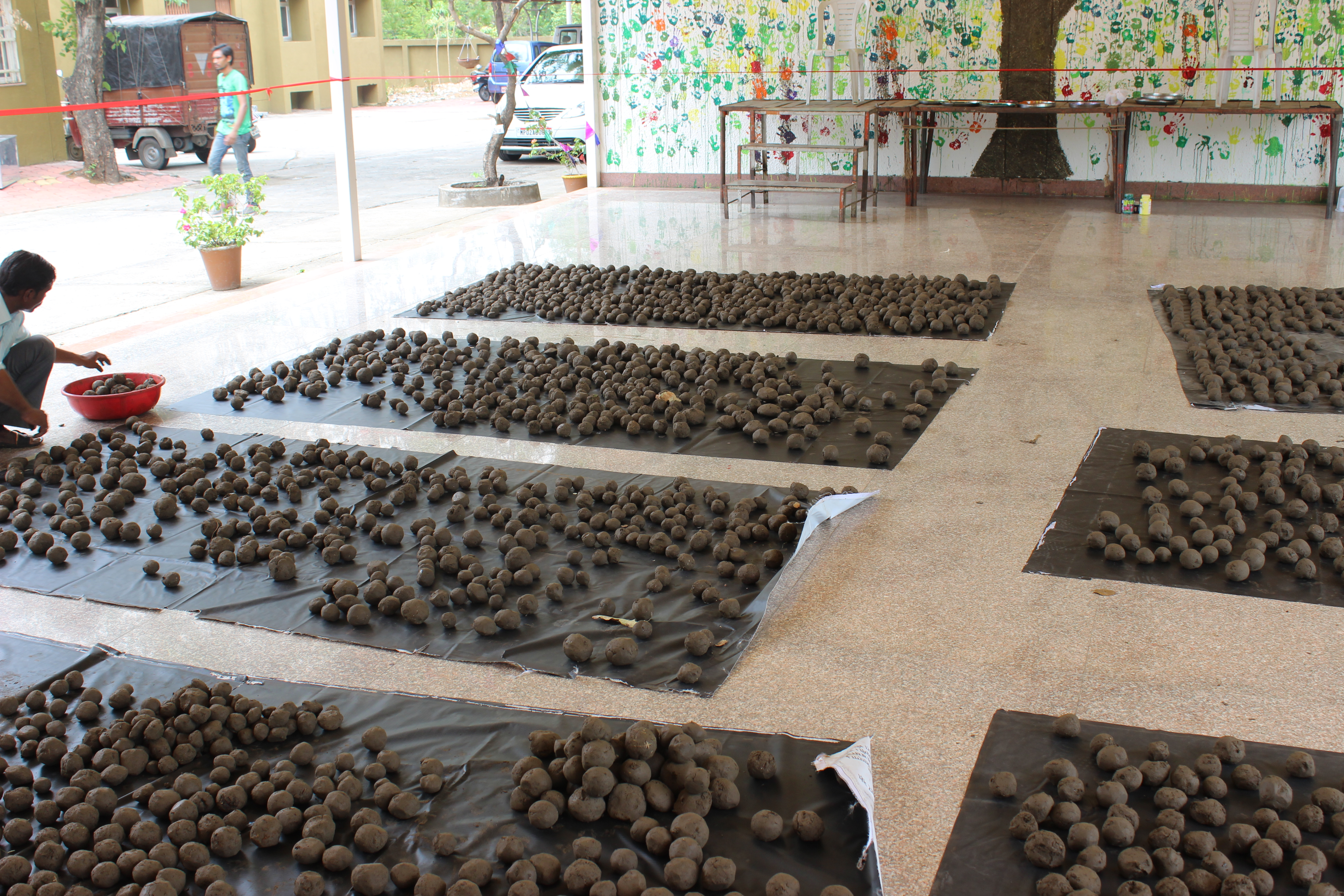
Сушка насіннєвих бомб

Насіннєві бомби використовуються з метою несанкціонованого озеленення публічного простору міст прихильниками молодіжного руху під назвою партизанське садівництво (англ. Guerilla Gardening, guerrilla gardening).
Рух розглядається як своєрідна анархічна акція протесту.

### Насіннєва кулька
Як насіннєві бомби використовуються насіннєві кульки (або земляні кульки), які вперше знайшли своє застосування в Японії (nendo dango і tsuchi dango — 粘土 団子 і 土 団子 японською). В оригіналі вони складаються з насіння, змішаного з червоною глиною, бажано з червоною глиною вулканічного походження. В середині кульки може знаходитися гумус або компост, в які обгортається насіння і поміщається в центр кульки. Також у складі кульки може бути зволожений папір для забезпечення кращої опірності до несприятливого середовища.
Техніка створення насіннєвої кулі була розвинена японським фермером-першопрохідцем Масанобу Фукуока. На загал, для її створення треба взяти близько 5 одиниць червоної глини змішаної з 1 одиницею насіння. Кулька має бути діаметром від 10 до 80 мм.
Насіннєві кульки можуть використовуватися майже у будь-якому регіоні світу, де ростуть рослини. Їх можна використовувати з метою відтворення екосистем, запобігання знищенню насіння комахами чи тваринами, захисту насіння від сонячного проміння до моменту випадання дощу, який змиє глину, вивільнить насіння і сприятиме його укоріненню. Таким чином, умови, створені для насіння у такій кульці є ідеальними для будь-якого клімату чи регіону.